# Ring deutscher Pfadfinderverbände
La Ring deutscher Pfadfinderverbände (ou RdP, Fédération allemande du scoutisme) est l'association allemande de scoutisme reconnue par l'Organisation mondiale du mouvement scout (OMMS). En 2004, elle comptait 123 937 membres.
Créée en 1949 sous le nom de Ring deutscher Pfadfinderbünde, elle comptait à l'époque trois membres :
- Bund Deutscher Pfadfinder (BDP, interreligieux)
- Christliche Pfadfinderschaft Deutschlands (CPD, protestant)
- Deutsche Pfadfinderschaft Sankt Georg (DPSG, catholique).

Elle devint membre de l'OMMS en 1950.
En 1973, après l'éclatement de la BDP et la fusion de la CPD avec les mouvements protestants de guidisme, elle devint la Ring deutscher Pfadfinderverbände. Elle est aujourd'hui la fédération de 3 associations coéduquées :
- Bund der Pfadfinderinnen und Pfadfinder (BdP, interreligieux)
- Deutsche Pfadfinderschaft Sankt Georg (DPSG, catholique)
- Verband Christlicher Pfadfinderinnen und Pfadfinder (VCP, protestant).

Deux d'entre elles, la BdP et la VCP, sont également membres de l'Association mondiale des guides et des éclaireuses (AMGE) via la Ring Deutscher Pfadfinderinnenverbände, avec laquelle la Ring deutscher Pfadfinderverbände coopère activement.

### Sources
- (en) Cet article est partiellement ou en totalité issu de l’article de Wikipédia en anglais intitulé « Ring deutscher Pfadfinderverbände » (voir la liste des auteurs).